# 戴星草
戴星草（学名：Sphaeranthus africanus）为菊科戴星草属的植物。分布于台湾岛、非洲、非洲热带地区以及中国大陆的广西、广东、沿海岸岛屿、云南等地，生长于海拔1,300米至2,000米的地区，常生于田间、荒地及山坡上，目前尚未由人工引种栽培。